# اکساپرولول
اکساپرولول (انگلیسی: Exaprolol) یک آنتاگونیست گیرنده بتا آدرنرژیک است.

## سنتز

سنتز اکساپرولول